# Liste der Stolpersteine in Mainz-Weisenau
 Info: Angaben zu Eigenschaften, welche alle Teillisten für Mainz gemeinsam haben, sind unter der Liste der Stolpersteine in Mainz zu finden.
Hinweis 1: Die Liste ist sortierbar. Durch Anklicken eines Spaltenkopfes wird die Liste nach dieser Spalte sortiert, zweimaliges Anklicken kehrt die Sortierung um. Durch Anklicken zweier Spalten nacheinander lässt sich jede gewünschte Kombination erzielen.
Hinweis 2: Mit dem Anklicken eines Bildes vergrößert man die Auflösung

## Stolpersteine in Mainz-Weisenau
| Adresse                              | Verlegedatum | Gestiftet von                                                                                               | Inschrift                                                                                       | Bild | Anmerkung                               |
| ------------------------------------ | ------------ | --- | ----------------------------------------------------------------------------------------------- | --- | --------------------------------------- |
| Wormser Straße 25 · Mainz-Weisenau · | 1. Sep. 2021 | | HIER WOHNTE JENNY METZGER GEB. BAER JG. 1861 DEPORTIERT 1942 THERESIENSTADT ERMORDET 22.11.1942 | | Eintrag im Gedenkbuch des Bundesarchivs |
| Wormser Straße 25 · Mainz-Weisenau · | 1. Sep. 2021 | HIER WOHNTE EMILIE HIRSCH GEB. METZGER JG. 1894 DEPORTIERT 1942 ERMORDET IM BESETZTEN POLEN                 |                                                                                                 | | Eintrag im Gedenkbuch des Bundesarchivs |
| Wormser Straße 47 · Mainz-Weisenau · | 1. Sep. 2021 | HIER WOHNTE WALTER KAHN JG. 1905 DEPORTIERT 1943 THERESIENSTADT 1944 AUSCHWITZ KAUFERING ERMORDET 23.4.1945 |                                                                                                 | In diesem Haus lebte das jüdische Mädchen Chana Kahn, das am 12. September 1942 in Mainz-Weisenau geboren wurde. Am 10. Februar 1943 wurde Chana mit ihren Eltern und ihrem zwei Jahre älteren Bruder Gideon nach Theresienstadt und von dort am 6. Oktober 1944 nach Auschwitz verschleppt. Chana, Gideon und ihre Mutter wurden in diesem Konzentrationslager umgebracht. Der Vater starb am 31. Mai 1945 in Dachau. Eintrag im Gedenkbuch des Bundesarchivs |                                         |
| Wormser Straße 47 · Mainz-Weisenau · | 1. Sep. 2021 | HIER WOHNTE IRMA KAHN GEB. GANZ JG. 1910 DEPORTIERT 1943 THERESIENSTADT 1944 AUSCHWITZ ERMORDET             |                                                                                                 | In diesem Haus lebte das jüdische Mädchen Chana Kahn, das am 12. September 1942 in Mainz-Weisenau geboren wurde. Am 10. Februar 1943 wurde Chana mit ihren Eltern und ihrem zwei Jahre älteren Bruder Gideon nach Theresienstadt und von dort am 6. Oktober 1944 nach Auschwitz verschleppt. Chana, Gideon und ihre Mutter wurden in diesem Konzentrationslager umgebracht. Der Vater starb am 31. Mai 1945 in Dachau. Eintrag im Gedenkbuch des Bundesarchivs |                                         |
| Wormser Straße 47 · Mainz-Weisenau · | 1. Sep. 2021 | HIER WOHNTE GIDEON KAHN JG. 1940 DEPORTIERT 1943 THERESIENSTADT 1944 AUSCHWITZ ERMORDET                     |                                                                                                 | In diesem Haus lebte das jüdische Mädchen Chana Kahn, das am 12. September 1942 in Mainz-Weisenau geboren wurde. Am 10. Februar 1943 wurde Chana mit ihren Eltern und ihrem zwei Jahre älteren Bruder Gideon nach Theresienstadt und von dort am 6. Oktober 1944 nach Auschwitz verschleppt. Chana, Gideon und ihre Mutter wurden in diesem Konzentrationslager umgebracht. Der Vater starb am 31. Mai 1945 in Dachau. Eintrag im Gedenkbuch des Bundesarchivs |                                         |
| Wormser Straße 47 · Mainz-Weisenau · | 1. Sep. 2021 | HIER WOHNTE CHANA KAHN JG. 1942 DEPORTIERT 1943 THERESIENSTADT 1944 AUSCHWITZ ERMORDET                      |                                                                                                 | In diesem Haus lebte das jüdische Mädchen Chana Kahn, das am 12. September 1942 in Mainz-Weisenau geboren wurde. Am 10. Februar 1943 wurde Chana mit ihren Eltern und ihrem zwei Jahre älteren Bruder Gideon nach Theresienstadt und von dort am 6. Oktober 1944 nach Auschwitz verschleppt. Chana, Gideon und ihre Mutter wurden in diesem Konzentrationslager umgebracht. Der Vater starb am 31. Mai 1945 in Dachau. Eintrag im Gedenkbuch des Bundesarchivs |                                         |
| Mittelgasse 11 · Mainz-Weisenau ·    | 1. Sep. 2021 | HIER WOHNTE JOSEF STOCK JG. 1864 DEPORTIERT 1942 THERESIENSTADT ERMORDET 29.10.1942                         |                                                                                                 | Kennkarte Josef Stock Eintrag im Gedenkbuch des Bundesarchivs |                                         |
| Mittelgasse 11 · Mainz-Weisenau ·    | 1. Sep. 2021 | HIER WOHNTE FRIEDA STOCK JG. 1899 DEPORTIERT 1942 THERESIENSTADT BESETZTEN POLEN                            |                                                                                                 | Kennkarte Josef Stock Eintrag im Gedenkbuch des Bundesarchivs |                                         |
| Früchtstraße 32 · Mainz-Weisenau ·   | 1. Sep. 2021 | HIER WOHNTE JENNY KAUFMANN GEB. HIRSCH JG. 1880 DEPORTIERT 1942 PIASKI ERMORDET                             |                                                                                                 | Eintrag im Gedenkbuch des Bundesarchivs |                                         |